# Metrology Light Source
Die Physikalisch-Technische Bundesanstalt betreibt die Metrology Light Source (MLS), einen kompakten Niederenergie-Elektronenspeicherring in enger Kooperation mit dem Helmholtz-Zentrum Berlin in Berlin-Adlershof.
Mit einer durchstimmbaren Elektronenenergie von 105 MeV bis 630 MeV ist die MLS für die radiometrischen Belange der PTB optimiert und wird als primäres Strahlungsnormal zur Realisierung und Weitergabe radiometrischer Einheiten im Spektralbereich des nahen IR, des Sichtbaren, des UV, des extremen UV (EUV) und des Vakuum-UV (VUV) genutzt.

## Geschichte
Im September 2004 wurde mit dem Bau des Willy-Wien-Laboratoriums begonnen, das die MLS beherbergt, in unmittelbarer Nachbarschaft zum Elektronenspeicherring BESSY II des Helmholtz-Zentrums Berlin. Im Juni 2007 wurde der erste Elektronenstrahl in der MLS gespeichert, seit April 2008 läuft der Nutzerbetrieb.

## Funktionsweise
In einem Mikrotron wird der Elektronenstrahl auf 100 MeV beschleunigt und in den Speicherring injiziert. Danach wird er auf eine frei wählbare Elektronenenergie zwischen 105 MeV und 630 MeV beschleunigt. Der maximale Elektronenstrom beträgt 200 mA. Die Strahllebensdauer für diesen Strom liegt bei mehr als einer Stunde bei Elektronenenergien von 200 MeV und steigt auf mehr als sechs Stunden für Elektronenenergien von 630 MeV bei einem mittleren Restgasdruck von 7·10−8 Pa. Ein aktives Strahllageregelsystem, das bei Elektronenströmen oberhalb von rund 1 mA eingesetzt werden kann, stabilisiert die Strahllage auf besser als 2 μm. Im Speicherring ist die nötige Instrumentierung vorhanden, die eine genaue Bestimmung aller Betriebsparameter erlaubt. Dies ist Voraussetzung zum Betrieb des Speicherrings als primäres Strahlernormal. Der Elektronenstrom lässt sich absolut für Ströme von 1 pA (ein Elektron) bis 200 mA bestimmen. Dies erlaubt, die Intensität über einen Dynamikbereich von mehr als 11 Größenordnungen kontrolliert zu variieren.